# CASA

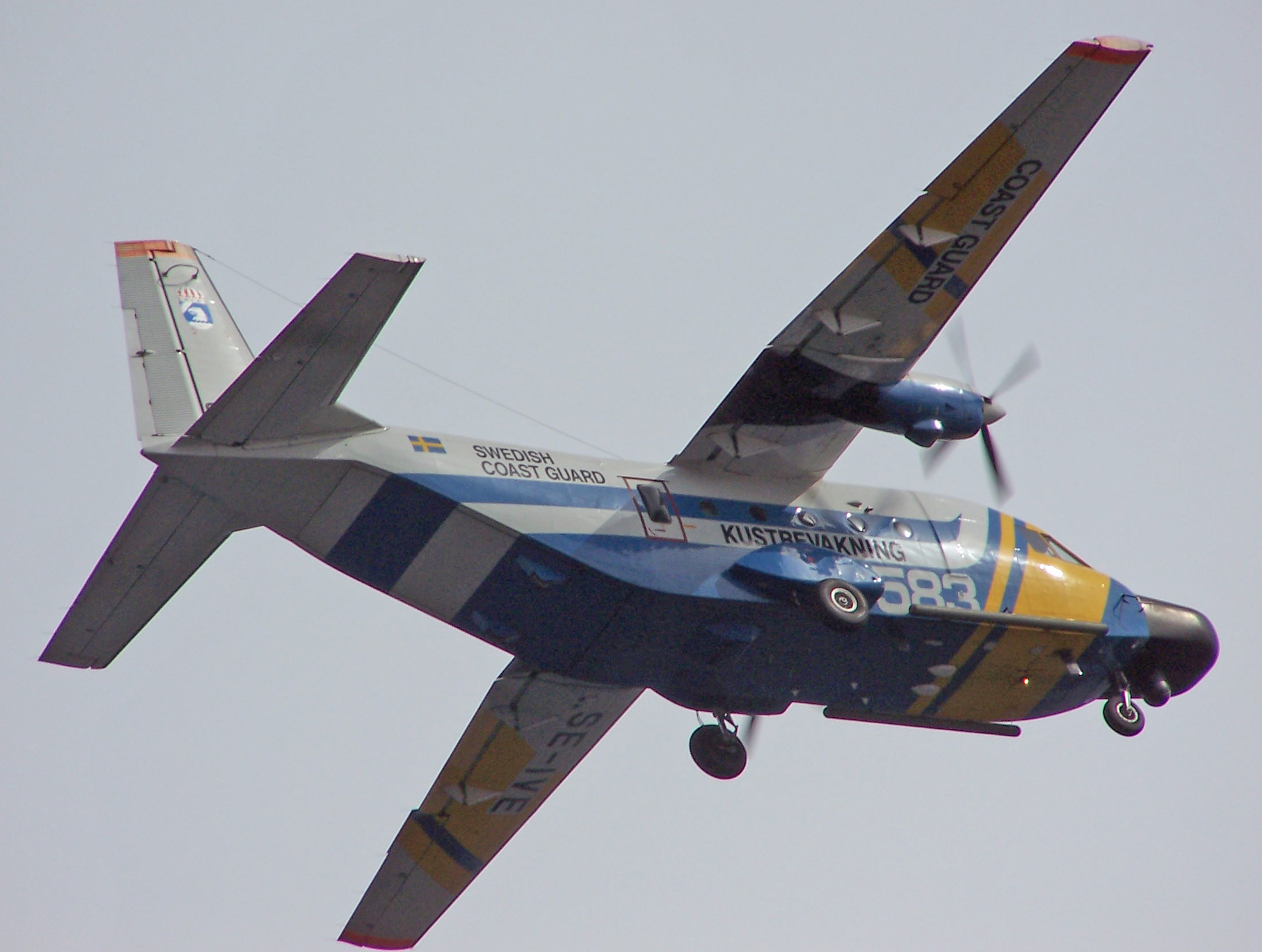
Den svenska kustbevakningens CASA C-212.

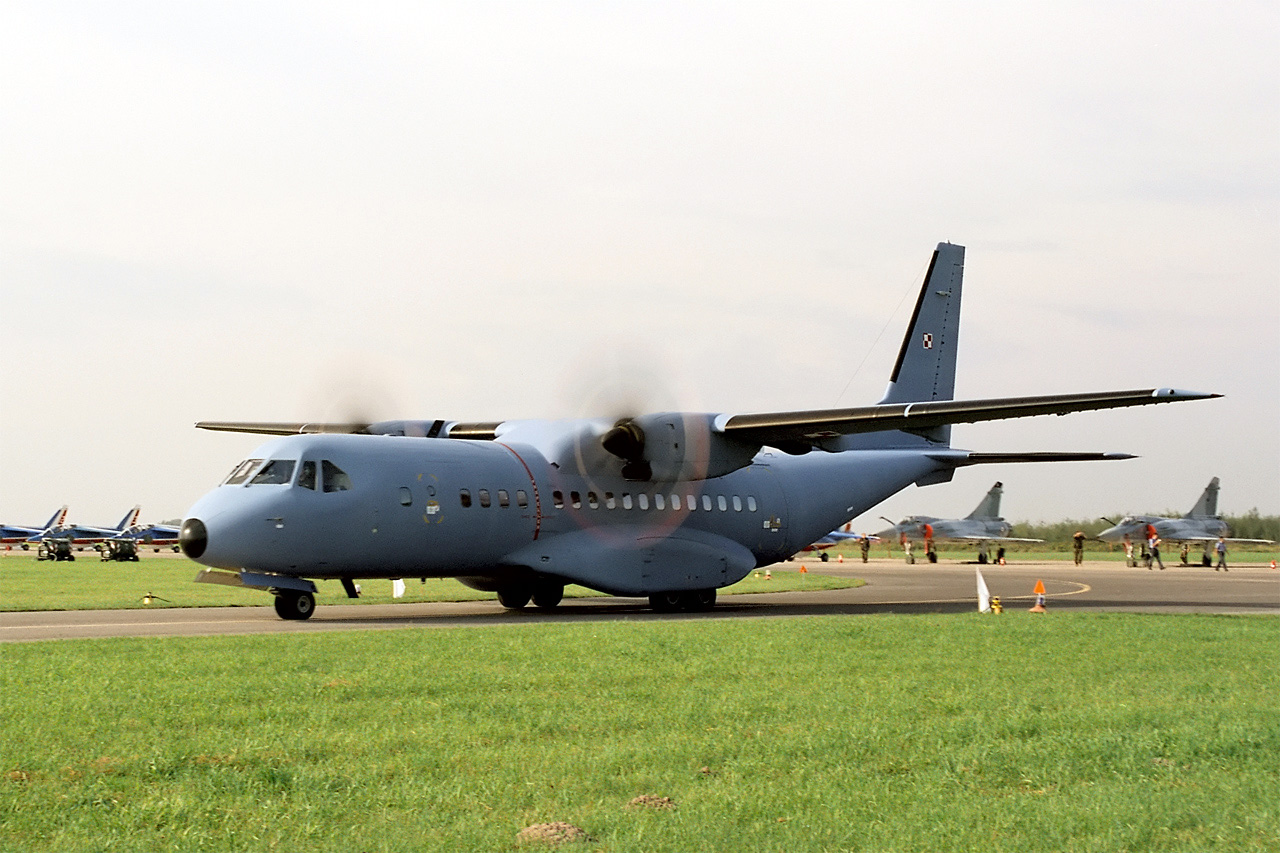
CASA C-295 i det polska flygvapnet.

CASA, Construcciones Aeronáuticas SA var en spansk flygplanstillverkare, med säte i Sevilla bildat 1923, sedan 2000 en del av den europeiska flyg-konsortiet EADS.
2000 skedde en storaffär då CASA gick samman med Aérospatiale-Matra och DaimlerChrysler Aerospace AG (DASA) för att bilda EADS.